# Sonic Adventure 2: Battle
Sonic Adventure 2: Battle är ett TV-spel från 2002 för Nintendo GameCube. I spelet är Sonic the Hedgehog huvudfigur.